# Rhorus
Rhorus är ett släkte av steklar som beskrevs av Förster 1869. Rhorus ingår i familjen brokparasitsteklar.

## Bildgalleri

## Dottertaxa tillRhorus, i alfabetisk ordning[1][2]
- Rhorus abnormiceps
- Rhorus alpinator
- Rhorus alpinipunctor
- Rhorus anglicator
- Rhorus angulatus
- Rhorus austriator
- Rhorus bartelti
- Rhorus binotatus
- Rhorus borealis
- Rhorus caucasicus
- Rhorus chrysopus
- Rhorus chrysopygus
- Rhorus clapini
- Rhorus conspicuus
- Rhorus corsicator
- Rhorus croesae
- Rhorus dentatus
- Rhorus discrepans
- Rhorus elongatus
- Rhorus exstirpatorius
- Rhorus extirpatorius
- Rhorus fasciatus
- Rhorus femoralis
- Rhorus ferrugineus
- Rhorus flavopictus
- Rhorus fulvus
- Rhorus gamboai
- Rhorus gaspesianulus
- Rhorus gracilitor
- Rhorus hervieuxii
- Rhorus laophilus
- Rhorus lapponicus
- Rhorus longicornis
- Rhorus longigena
- Rhorus macremphytae
- Rhorus neustriae
- Rhorus neuter
- Rhorus nigrifrons
- Rhorus nigritarsis
- Rhorus orientalis
- Rhorus palustris
- Rhorus pilosus
- Rhorus planarius
- Rhorus punctatus
- Rhorus punctus
- Rhorus rufomediator
- Rhorus subfasciatus
- Rhorus substitutor
- Rhorus takagii
- Rhorus tristis
- Rhorus varifrons
- Rhorus versator